# Long Way Down
Long Way Down es una serie de televisión, una edición de DVD y un libro documentando el viaje en motocicleta llevado a cabo por Ewan McGregor y Charley Boorman desde John o' Groats en Escocia, Reino Unido, hasta Ciudad del Cabo en Sudáfrica via Europa y África en 2007. Es la continuación de El Mundo en Moto con Ewan McGregor (Long Way Round) de 2004 y el tercer documental creado por el mismo equipo y producido por Russ Malkin tras Race to Dakar de 2006.

## Antecedentes
Siguiendo un deseo de muchos años, Ewan McGregor y Charley Boorman se lanzaron a dar la vuelta al mundo en moto en el año 2004. Acompañados del cámara Claudio Von Planta en una tercera moto y un equipo de apoyo que les seguía en dos 4X4, completaron el viaje, que fue emitido en televisión con gran éxito. Dos años después, en 2006, el productor Russ Malkin se embarcó en un proyecto similar con el mismo equipo y con un planteamiento y estilo similares. En esta ocasión, tan solo participó el actor Charlie Boorman. El resultado fue Race to Dakar que documentaba el día a día del Rally Dakar.

## Música
Al igual que en Long Way Round, el tema principal del programa fue creado e interpretado por el grupo galés Stereophonics. La canción es la misma empleada en el anterior programa pero sustituyendo la palabra round por down. El codirector de fotografía, Jimmy Simak, se encargó además de la coordinación musical.

## Otros proyectos
A mediados de 2008, el productor Russ Malkin se ha vuelto a alinear con Boorman para la realización de un viaje desde Irlanda hasta Australia. En esta ocasión, en vez de emplear motocicletas, recurrirán a cualquier medio de transporte que encuentren, recurriendo en muchas ocasiones a transportes públicos.